# Typhlodromus porathi
Typhlodromus porathi är en spindeldjursart som beskrevs av Swirski och Amitai 1967. Typhlodromus porathi ingår i släktet Typhlodromus och familjen Phytoseiidae. Inga underarter finns listade i Catalogue of Life.